# ࢬ
Yā rohingya ‹ ࢬ › est une lettre additionnelle de l’alphabet arabe utilisée dans l’écriture du rohingya.

## Utilisation
En rohingya écrit avec l’alphabet arabe, ‹ ࢬ › est toujours précédé et connecté à une consonne et n’est pas utilisé en position isolée ou initiale. Elle est transcrite avec le diacritique consonne ya médial ‹ ◌ျ › dans l’écriture birmane.